# Chaetoseris
Chaetoseris là một chi thực vật có hoa trong họ Cúc (Asteraceae).

## Loài
Chi Chaetoseris gồm các loài: